# Fête de l'animation
La Fête de l’animation ou Fête-Anim est un festival créé en 2004 à Lille par Antoine Manier de l'association Rencontres Audiovisuelles. Cet événement annuel et international[réf. nécessaire] s'articule autour de l'image animée sous toutes ses formes[réf. souhaitée].

## Description
- Ajouter des sources pour indiquer la nature international de l’événement
- Ajouter des sources qui décrivent le thème (qui s'articule autour de l'image animée sous toutes ses formes) !

## Historique
Ce festival propose un regard sur le cinéma d'animation autour du monde à travers diverses activités telles que des projections, des expositions, des rencontres, des ateliers, des concours, des espaces de jeux vidéo et de culture japonaise.
En 2004, la Nuit de l'animation est un succès.
En 2005, le concept se transforme et devient la fête de l'animation sur trois jours (21 au 23 octobre à Lille), au Palais des beaux-arts et l'Espace 2004 d'Euralille (2 500 m2), d'autres projections ont lieu à Dunkerque, notamment pour environ 6 000 entrées à Lille et 400 à Dunkerque. Un focus est réalisé sur Les Shadoks.
En 2006, la troisième édition (du 19 au 22 octobre) de la Fête de l'animation a enregistré 10 600 entrées (dont 1100 à Dunkerque), elle se déroule entre le Palais des beaux-arts, l'Espace 2004 d'Euralille et le théâtre Sébastopol. Elle propose des projections de longs et courts métrages, un concert de Naheulbeuk, une convention et une nuit de l'animation. L'objectif étant de satisfaire les curieux comme les passionnés.
En 2007-2008, la quatrième édition s'égrène entre octobre et novembre (avec 3 000 entrées essentiellement en projection de film) et sert de pont vers l'édition de 2008 qui a désormais lieu en mars, du 6 au 9 mars. Le festival grâce à ses partenariats change de visage (passe de 2 000 m2 à 6 000 m2), s'installe au Tri Postal, au Palais des beaux-arts et à Euralille ; 18 000 entrées sont compatibilisés. La Nuit Halloween (9h de projections) est organisée au Studio 43 à Dunkerque.
En 2009, la cinquième édition se déroule du 16 au 19 avril à la Gare Saint-Sauveur ainsi qu'au Palais des beaux-arts et au cinéma l'Hybride ; 12 000 visiteurs participent à l'événement. Un focus est fait sur l'œuvre de Myazaki.
En 2010, la sixième édition se déroule du 18 au 21 mars au Tri Postal, environ 15 000 personnes sont présentes. L'animation traditionnelle est mise en avant, ainsi que des espaces ludique de jeux vidéo, des Master class, et l'exposition sur Mike Reiss, le créateur des Simpsons.
En 2011, la septième édition (du 17 au 20 mars) est répartie entre la Gare Saint-Sauveur, le Palais des beaux-arts et au cinéma l'Hybride et le Tri Postal à Lille et elle s'implante aussi à Tourcoing (Le Fresnoy et dans l'espace de coworking Plaine Images dirigée par Pascale Debrock) et comptabilise 16 000 entrées (42 000 pour les expositions Game Art, Video Saloon et Game 1).
En 2012, la huitième édition (du 15 au 18 mars) se déroule à cheval entre Tourcoing et Lille, sur les mêmes lieux et comptabilise 15 738 entrées. Des courts métrages, conférences, performances, tournois, expositions et un hommage à Katsuhiro Ōtomo.
En 2013, la neuvième édition (du 14 au 17 mars) comptabilise 13 811 entrées. Elle propose un zoom sur Pixar et un « Marathon de l’anim’ ».